# Museo dell'abbazia di San Colombano

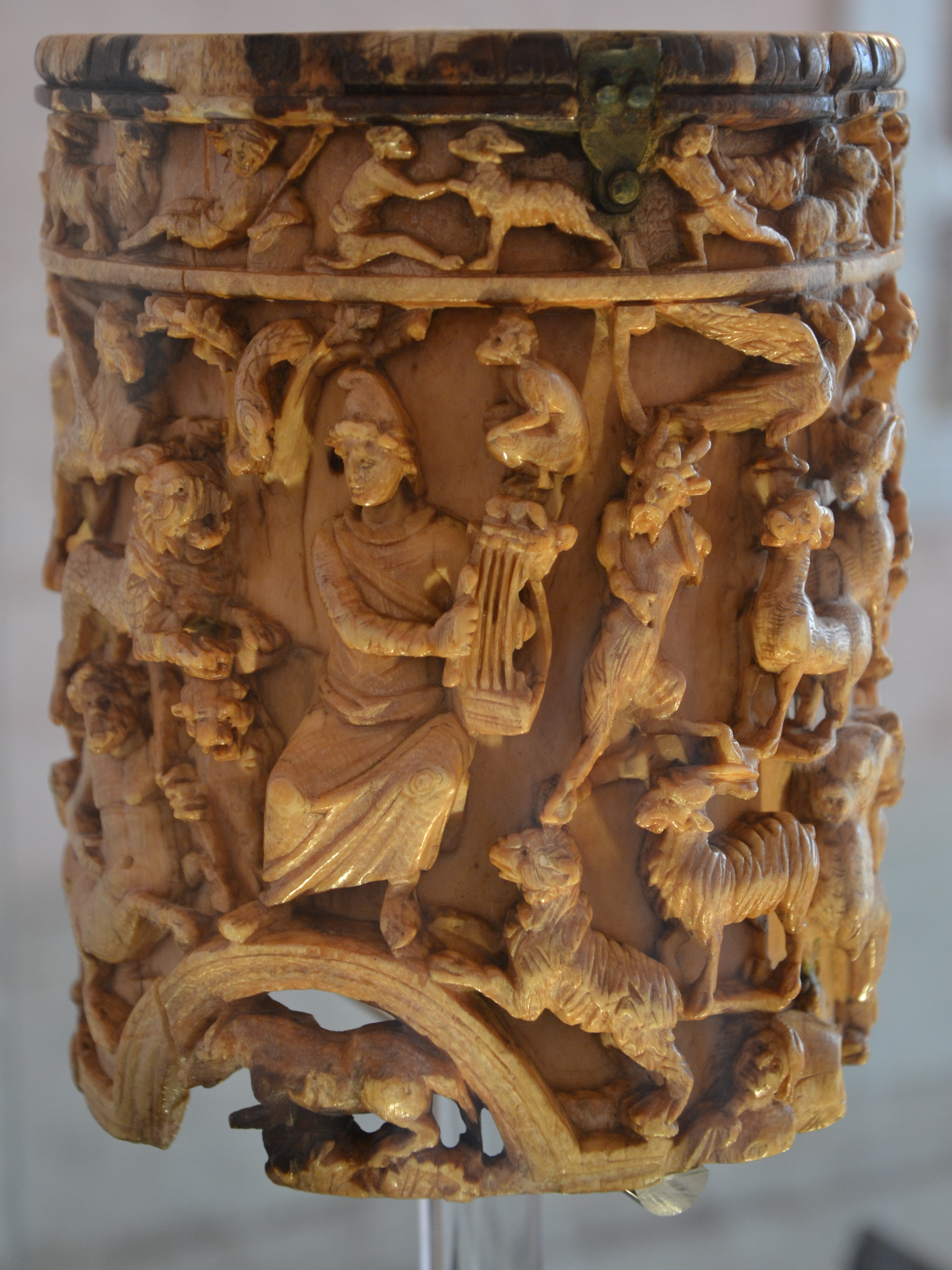
Teca di Orfeo

Il Museo dell'abbazia di San Colombano si trova a Bobbio in provincia di Piacenza accanto all'Abbazia. Fondato il 3 settembre 1963 ospita reperti che coprono l'epoca che va dai primi secoli dell'era cristiana al XVI secolo; è suddiviso in dieci sezioni, le ultime fungono da pinacoteca. È collocato nei locali che anticamente ospitavano la biblioteca ed un tempo anche 
di parte del celebre Scriptorium di Bobbio.

## Sezione C
- Età della romanizzazione:
  - Tomba della famiglia Coccieia
  - Tomba della famiglia Vipponi
  - Tomba della famiglia Calvisia
  - 4 Anfore cinerarie romane
  - Ara di Diana
  - Embrici romani
  - Tubi acquedotto romano

## Sezione D
- Idria in alabastro (dono del papa Gregorio Magno a San Colombano e ricordata dalla chiesa come una delle anfore delle nozze di Cana, riportata anche sul sepolcro del santo)
- Teca in avorio detta Teca eburnea
- Teca di Orfeo

## Sezione E
- Iscrizione romana
- Lapidi e plutei longobardi
- Transenne Longobarde
- Mensole tombali
- Capitelli protoromanici
- Epigrafe 1300

## Sezione F

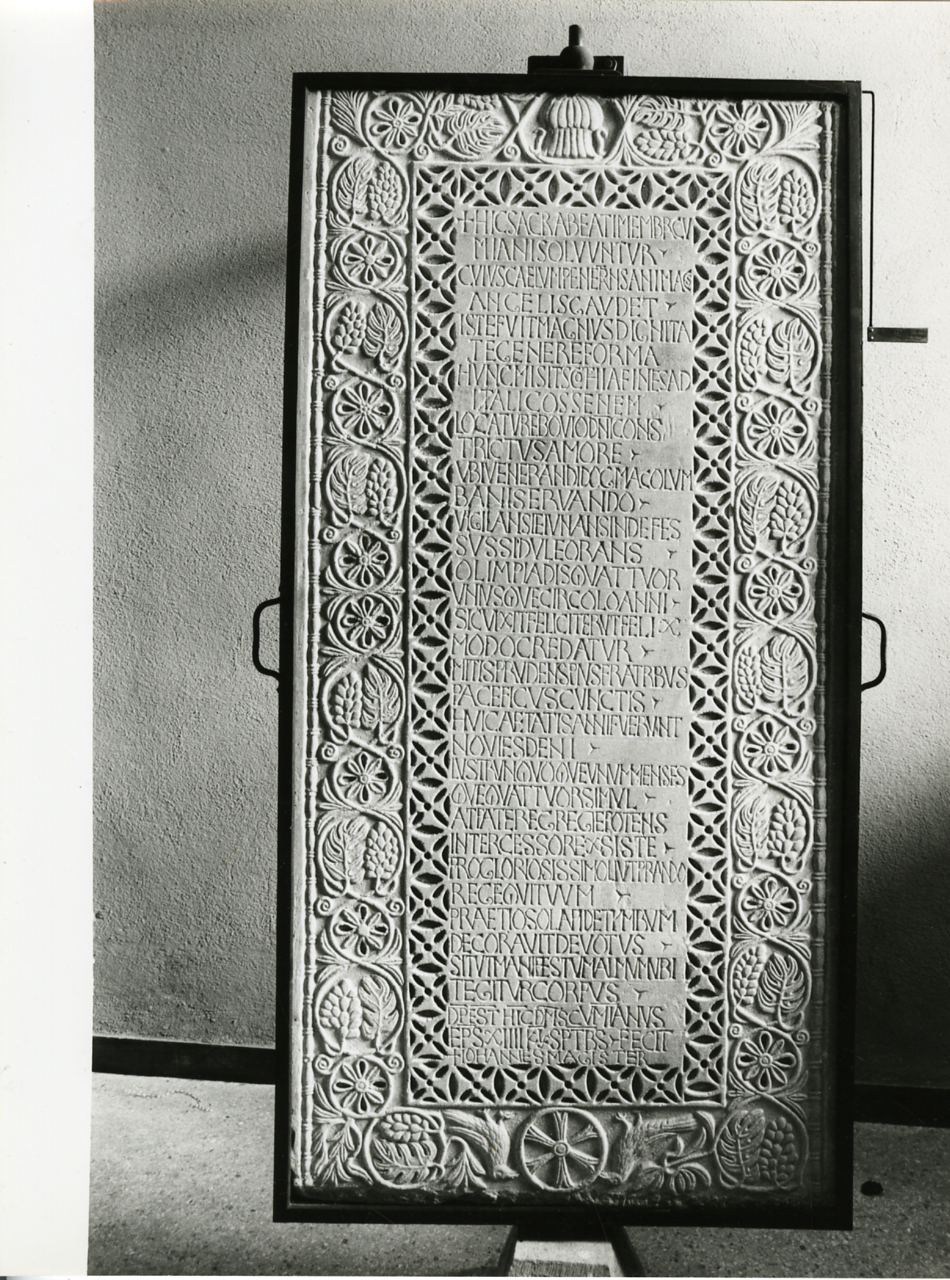
Lapide marmorea di San Cumiano, VIII secolo

- Lapide marmorea di San Cumiano (5º abate)
- Capitello Longobardo
- Pilastrino prismatico
- Frammento lunetta

## Sezione G
- Ampolle votive di Bobbio

## Sezione H
- Oggetti liturgici
- Busto in argento di San Colombano (vi sono i resti del teschio del santo)
- Cancellata XII secolo (resti dell'attuale cancellata della cripta)

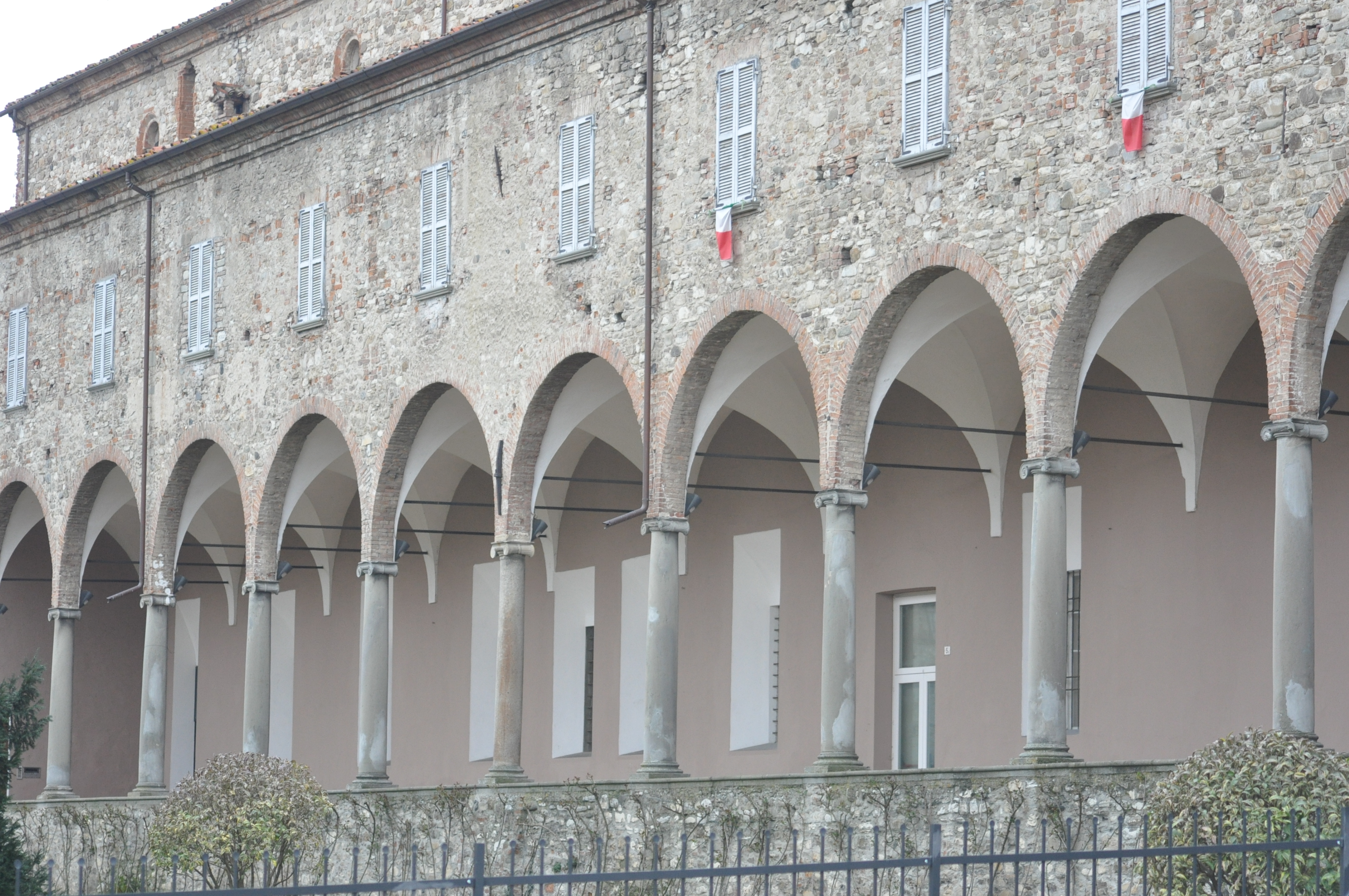
Porticato di piazza Santa Fara con il museo

## Sezione I
- Statua lignea di San Colombano (un tempo collocata nella facciata della basilica)

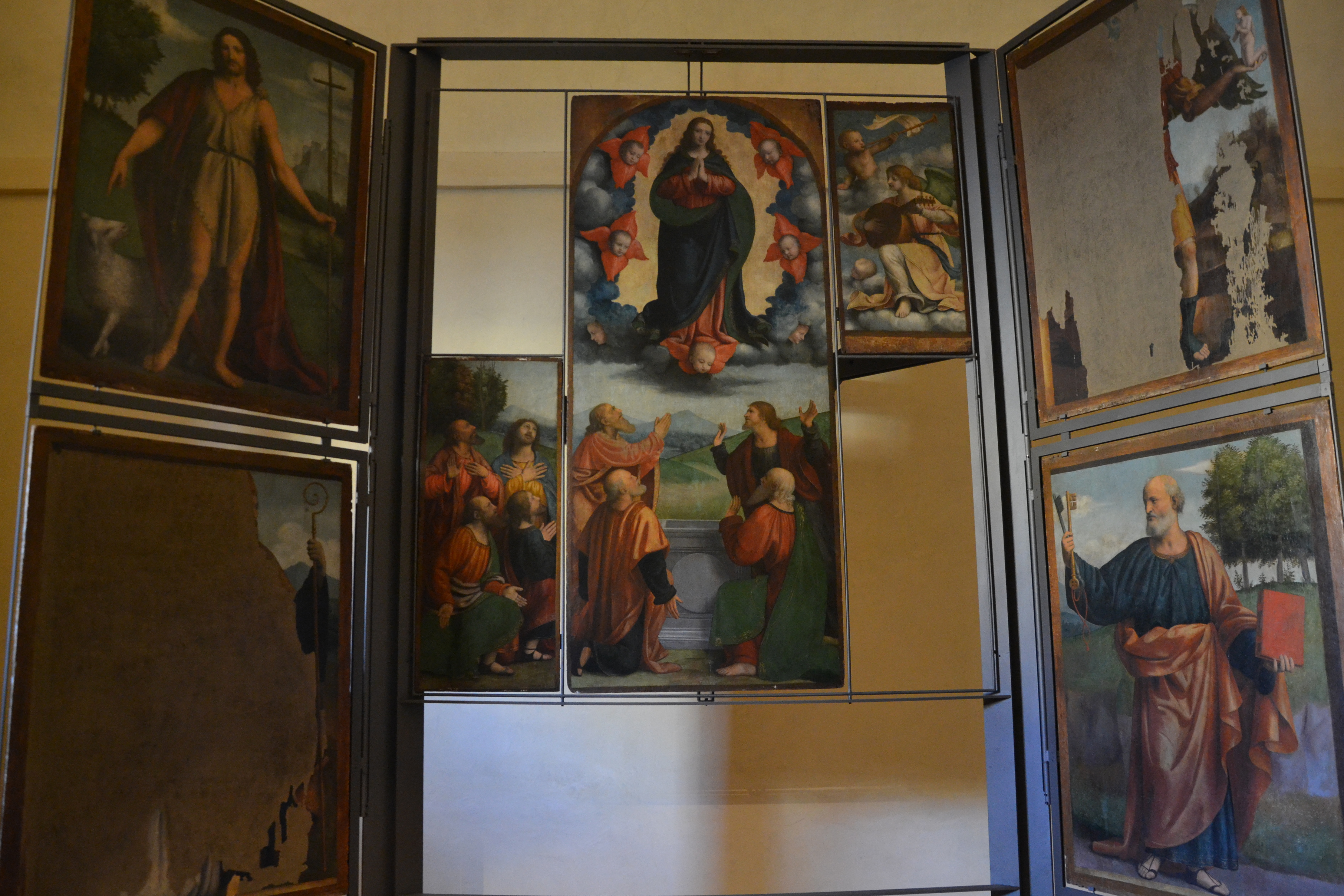
Polittico di Bernardino Luini, 1522

- Madonna lignea del Campi
- Polittico di Bernardino Luini, 1522Madonna con santi
- Vita di Cristo
- Pianete
- Antoni
- Pannelli lignei
- Polittico di Bernardino Luini

## Sezione L
- Tomba di San Colombano (lapide sepolcrale sostituita dall'attuale sepolcro)
- Tomba di Gaudino
- Natività di Bernardino Lanzani

Tra i reperti inoltre vi è pure il boccale di San Colombano che secondo una leggenda devozionale pare abbia poteri "taumaturgici", egli lo ebbe da un sovrano bretone quando passò dalla Cornovaglia all'Armorica.